# Wilhelm Steinitz
Wilhelm Steinitz (17. maj 1836 – 12. august 1900) var en skakspiller og den første officielle verdensmester i skak mellem 1886 og 1894. Han kom fra Wien i Østrig og var af jødisk familie. Senere bosatte han sig i England og ændrede da sit navn fra Wilhelm til William. Mod slutningen af livet flyttede han med sin kone til USA.